# Uğurludağ
Uğurludağ là một huyện thuộc tỉnh Çorum, Thổ Nhĩ Kỳ. Huyện có diện tích 549 km² và dân số thời điểm năm 2007 là 9163 người, mật độ 17 người/km².